# Triacontàedre ròmbic
En geometria, el triacontàedre ròmbic és un dels tretze políedres de Catalan, dual de l'icosidodecàedre.
Les seves 30 cares són rombes que tenen una relació entre la diagonal major i la menor igual a la secció àuria: {\displaystyle \phi ={\begin{matrix}{{1+{\sqrt {5}}} \over 2}\end{matrix}}}.

## Àrea i volum
Les fórmules per calcular l'àrea A i el volum V d'un triacontàedre ròmbic tal que les seves arestes tenen longitud a són les següents:
{\displaystyle A=12{\sqrt {5}}\ a^{2}}
{\displaystyle V=4{\sqrt {5+2{\sqrt {5}}}}\ a^{3}}

## Desenvolupament pla

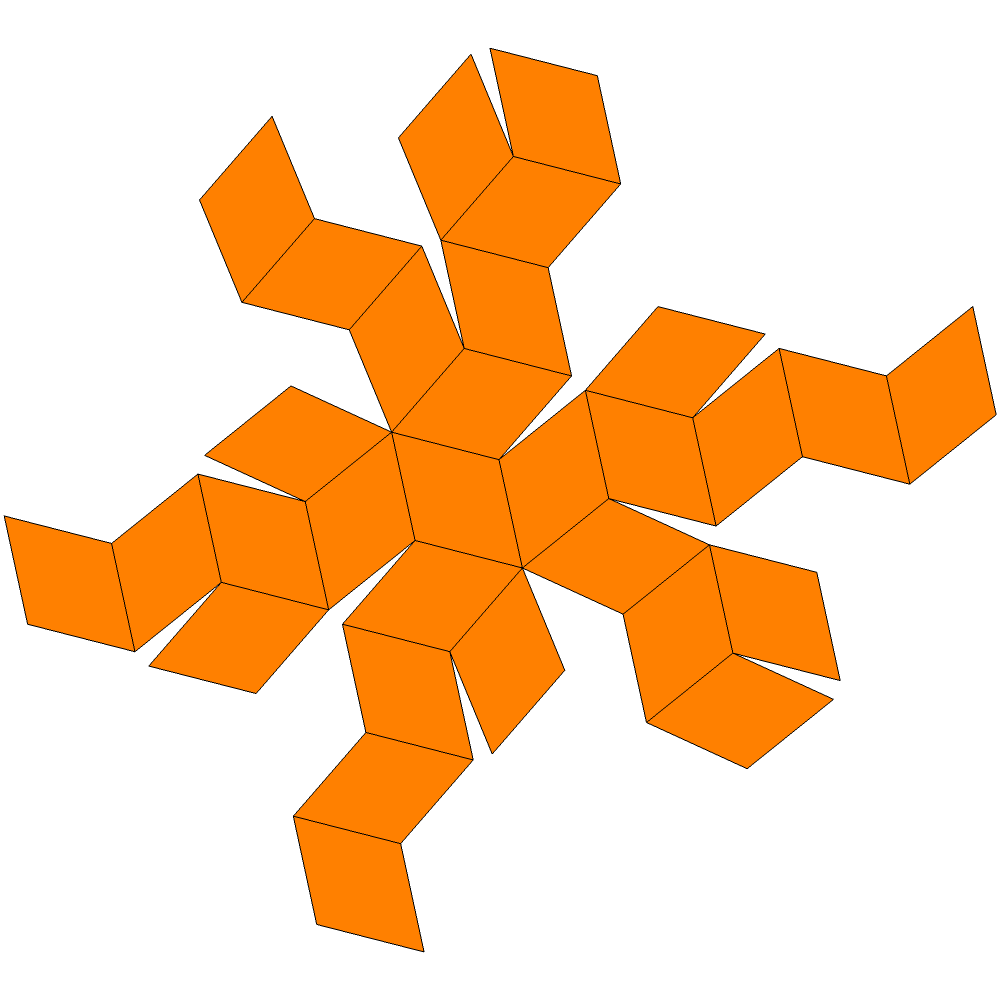
Desenvolupament pla del triacontàedre ròmbic

## Simetries
El grup de simetria del triacontàedre ròmbic té 120 elements, és el grup icosàedric Ih. És el mateix grup de simetria que el de l'icosàedre, el dodecàedre i el icosidodecàedre.

## Altres sòlids relacionats
Els 20 vèrtex als que hi concorren 3 cares i les 30 diagonals curtes de les cares del triacontàedre ròmbic són vèrtex i les arestes d'un dodecàedre.
Els 12 vèrtex als que hi concorren 5 cares i les 30 diagonals llargues del triacontàedre ròmbic són vèrtex i arestes d'un icosàedre.
El triacontàedre ròmbic és dual del icosidodecàedre. Aquest té un políedre isòmer, un sòlid de Johnson anomenat ortobirotonda pentagonal. El políedre dual d'aquest últim té 30 cares com el triacontàedre ròmbic, però només 20 són rombes, les altres 10 són trapezis isòsceles.